# Gyertyánffy István
Gyertyánffy István (Tibód, Udvarhelyszék 1834. december 25. – Budapest, 1930. augusztus 2.) magyar pedagógus, pedagógiai író, kir.tan.tankerületi főigazgató, a Ferenc József-rend lovagja (1885).

## Családja
Az erdélyi örmény Gyertyánfi család leszármazottja.  Felmenői kolozsvári kereskedők voltak. Gyertyánffy Berta rokona.

## Életpályája
Svájcban és Németországban tanulmányozta a tanítóképzőket és a népiskolákat. Székelyudvarhelyen volt tanár, majd tanítóképző intézeti igazgató Székelykeresztúron 1870–1873 között. 1873-ban Trefort Ágoston kultuszminiszter megbízásából a budai népiskolai tanítóképzőben létrehozta a Paedagogiumot. 1898-ig állt az intézet élén, 1899-ben vonult nyugalomba. 1874–1895 között a Néptanítók Lapját szerkesztette, 1878–1898 között az Országos Közoktatási Tanács (OKT) tagja volt. Eötvösi fogantatású pedagógiai elveket hirdetett, mely szerint az emberi és állampolgári szabadság biztosítása a széles körű népoktatáson és művelődési egyenlőségen alapul.

## Főbb munkáiból
- Emlékirat a m. kir. tanítóképezdék reformja ügyében. Székelyudvarhely, 1872.;
- A népiskola módszertana. (Dittes nyomán, Kiss Áronnal.) Budapest, 1876.;
- A budapesti m. kir. állami elemi és polgári iskolai tanítóképezde múltja és jelene. Budapest, 1882.;
- A polgári iskola helye iskolai szervezetünkben. Budapest, 1894.;
- A Paedagogiumról. Budapest, 1897.;
- A tanítóképző intézeti tanárok képzésének és képesítésének kérdéseiről. Budapest, 1898.;
- A Paedagogium. Adatok múltjának ismeretéhez. Budapest, 1913.;
- Levelek a feminizmus és köznevelés kérdései köréből. Budapest, 1917.;
- Az Országos Tanszermúzeumról és a Pedagógiai Könyvtárról. Budapest, 1923.

## Társasági tagság
- Magyar Pedagógiai Társaság (1891-től)